# ديفيد برادفورد
ديفيد برادفورد (بالإنجليزية: David Bradford) (22 فبراير 1953 بمانشستر في المملكة المتحدة - ) هو لاعب كرة قدم بريطاني في مركز الوسط. لعب مع بلاكبيرن روفرز وشيفيلد يونايتد وكوفنتري سيتي ونادي بيتربورو يونايتد ووست بروميتش ألبيون وديترويت إكسبرس ‏ وواشنطن ديبلومتس وSeattle Sounders (1994–2008) ‏ وتلسا رافنكس وبالتيمور بلاست ‏ وسياتل ساوندرز.

## وصلات خارجية
- ديفيد برادفورد على موقع قاعدة بيانات كرة القدم.إي يو (الإنجليزية)
- ديفيد برادفورد على موقع عالم كرة القدم.نت (الإنجليزية)